# U-257 (tàu ngầm Đức)
U-257 là một tàu ngầm tấn công  Lớp Type VII thuộc phân lớp Type VIIC được Hải quân Đức Quốc Xã chế tạo trong Chiến tranh Thế giới thứ hai. Nhập biên chế năm 1942, nó đã thực hiện được sáu chuyến tuần tra, nhưng không đánh chìm được mục tiêu nào. Trong chuyến tuần tra cuối cùng, U-257 bị tàu frigate Hải quân Hoàng gia Canada HMCS Waskesiu phối hợp cùng chiếc HMS Nene của Hải quân Hoàng gia Anh đánh chìm tại Đại Tây Dương vào ngày 24 tháng 2, 1944.

## Thiết kế và chế tạo

### Thiết kế

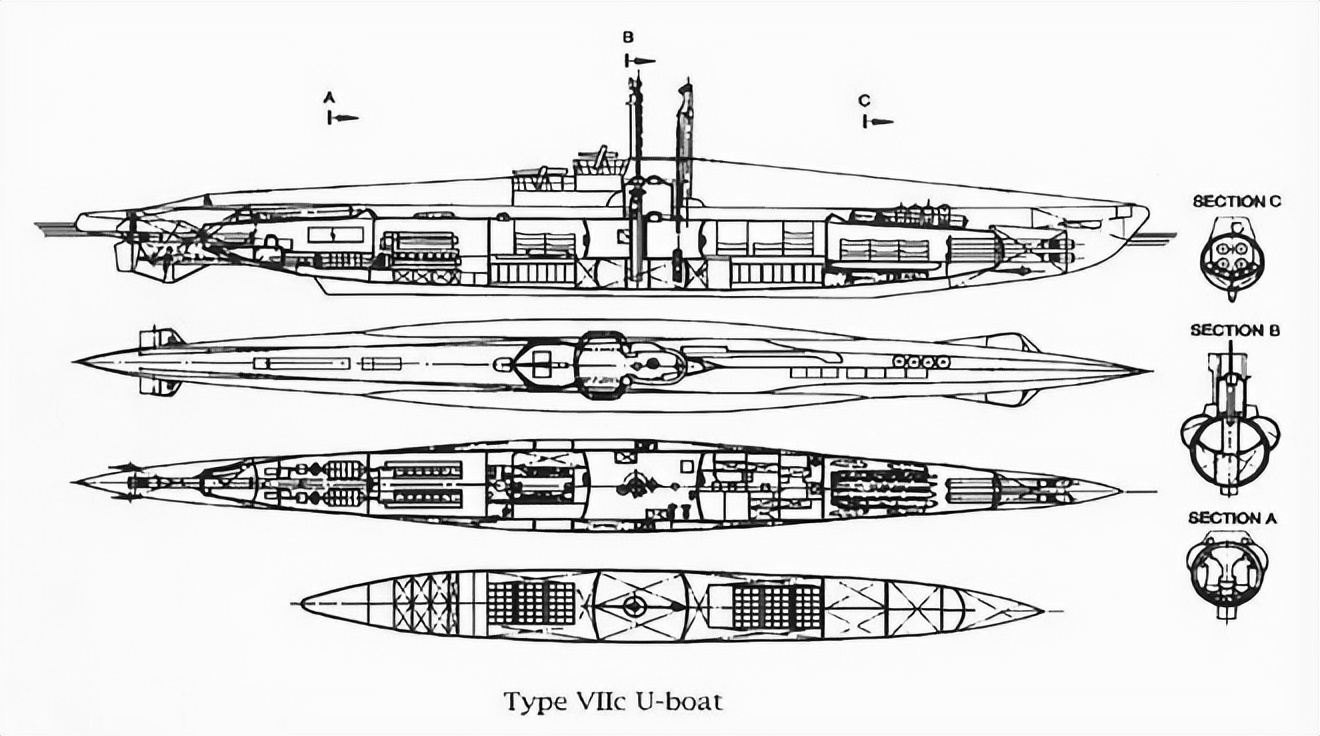
Sơ đồ các mặt cắt một tàu ngầm Type VIIC

Phân lớp VIIC của Tàu ngầm Type VII là một phiên bản VIIB được kéo dài thêm. Chúng có trọng lượng choán nước 769 t (757 tấn Anh) khi nổi và 871 t (857 tấn Anh) khi lặn). Con tàu có chiều dài chung 67,10 m (220 ft 2 in), lớp vỏ trong chịu áp lực dài 50,50 m (165 ft 8 in), mạn tàu rộng 6,20 m (20 ft 4 in), chiều cao 9,60 m (31 ft 6 in) và mớn nước 4,74 m (15 ft 7 in).
Chúng trang bị hai động cơ diesel Germaniawerft F46 siêu tăng áp 6-xy lanh 4 thì, tổng công suất 2.800–3.200 PS (2.100–2.400 kW; 2.800–3.200 bhp), dẫn động hai trục chân vịt đường kính 1,23 m (4,0 ft), cho phép đạt tốc độ tối đa 17,7 kn (32,8 km/h), và tầm hoạt động tối đa 8.500 nmi (15.700 km) khi đi tốc độ đường trường 10 kn (19 km/h). Khi đi ngầm dưới nước, chúng sử dụng hai động cơ/máy phát điện AEG GU 460/8–27 tổng công suất 750 PS (550 kW; 740 shp). Tốc độ tối đa khi lặn là 7,6 kn (14,1 km/h), và tầm hoạt động 80 nmi (150 km) ở tốc độ 4 kn (7,4 km/h). Con tàu có khả năng lặn sâu đến 230 m (750 ft).
Vũ khí trang bị có năm ống phóng ngư lôi 53,3 cm (21 in), bao gồm bốn ống trước mũi và một ống phía đuôi, và mang theo tổng cộng 14 quả ngư lôi, hoặc tối đa 22 quả thủy lôi TMA, hoặc 33 quả TMB. Tàu ngầm Type VIIC bố trí một hải pháo 8,8 cm SK C/35 cùng một pháo phòng không 2 cm (0,79 in) trên boong tàu. Thủy thủ đoàn bao gồm 4 sĩ quan và 40-56 thủy thủ.

### Chế tạo
U-257 được đặt hàng vào ngày 23 tháng 9, 1939, và được đặt lườn tại xưởng tàu của hãng Bremer-Vulkan-Vegesacker Werft ở Bremen vào ngày 22 tháng 2, 1941. Nó được hạ thủy vào ngày 19 tháng 11, 1941, và nhập biên chế cùng Hải quân Đức Quốc Xã vào ngày 14 tháng 1, 1942 dưới quyền chỉ huy của Hạm trưởng, Đại úy Hải quân Heinz Rahe.

## Lịch sử hoạt động

### 1942
Sau khi hoàn thành việc chạy thử máy và huấn luyện trong thành phần Chi hạm đội U-boat 8, U-257 được điều sang Chi hạm đội U-boat 3 từ ngày 1 tháng 10, 1942 để hoạt động trên tuyến đầu.

#### Chuyến tuần tra thứ nhất
Sau khi chuyển căn cứ hoạt động từ Kiel đến Bergen, Na Uy vào giữa tháng 9, 1942, U-257 khởi hành từ cảng này vào ngày 21 tháng 9 cho chuyến tuần tra đầu tiên chiến tranh tại Bắc Đại Tây Dương. Nó băng qua khe GIUK giữa các quần đảo Shetland và Faroe để hoạt động tại vùng biển về phía Tây Ireland (Khu vực Tiếp cận phía Tây). Tại đây vào ngày 5 tháng 10, trong lúc theo dõi Đoàn tàu HX 209, chiếc tàu ngầm bị một máy bay đối phương thả sáu quả bom tấn công, và bị hư hại đến mức phải kết thúc sớm chuyến tuần tra. Nó đi đến cảng La Pallice, La Rochelle bên bờ biển Đại Tây Dương của Pháp đã bị Đức chiếm đóng, đến nơi vào ngày 18 tháng 10. La Pallice trở thành căn cứ hoạt động của chiếc tàu ngầm trong suốt bốn chuyến tuần tra tiếp theo.

#### Chuyến tuần tra thứ hai
U-257 khởi hành từ La Pallice vào ngày 7 tháng 12 để thực hiện một chuyến tuần tra ngắn trong vịnh Biscay, và quay trở về La Pallice vào ngày 14 tháng 12.

### 1943

#### Chuyến tuần tra thứ ba
U-257 lại xuất phát từ La Pallice vào ngày 22 tháng 12, 1942 cho chuyến tuần tra thứ ba, và hoạt động trong Bắc Đại Tây Dương tại Khu vực Tiếp cận phía Tây. Chiếc tàu ngầm không đánh chìm được mục tiêu nào, và kết thúc chuyến tuần tra tại La Pallice vào ngày 12 tháng 2, 1943.

#### Chuyến tuần tra thứ tư
U-257 thực hiện chuyến tuần tra thứ tư từ ngày 14 tháng 3 đến ngày 7 tháng 5, hoạt động trong Bắc Đại Tây Dương về phía Nam Greenland và phía Đông Newfoundland, Canada.

#### Chuyến tuần tra thứ năm
U-257 khởi hành từ La Pallice vào ngày 12 tháng 6 để thực hiện chuyến tuần tra thứ năm. Đang khi cùng các tàu ngầm U-600 và U-615 băng qua vịnh Biscay trong lượt đi vào ngày 14 tháng 6, họ bị một thủy phi cơ Short Sunderland thuộc Liên đội 228 Không quân Hoàng gia Anh thả mìn sâu tấn công. Đến xế trưa, ba chiếc tàu ngầm tiếp tục bị một máy bay ném bom Armstrong Whitworth Whitley thả ba quả mìn sâu tấn công và bắn phá bằng hỏa lực súng máy, khiến U-257 bị hư hại nhẹ và một thủy thủ bị thương.
Trong lượt hoạt động này, chiếc tàu ngầm hoạt động xa về phía Nam Đại Tây Dương dọc bờ biển Tây Phi cho đến tận ngoài khơi Bờ Biển Ngà, và kết thúc chuyến tuần tra khi về đến cảng Lorient, Pháp vào ngày 14 tháng 9. Đến giữa tháng 11, U-257 chuyển căn cứ hoạt động từ Lorient đến St. Nazaire.

### 1944

#### Chuyến tuần tra thứ sáu - Bị mất
U-257 khởi hành từ cảng St. Nazaire vào ngày 2 tháng 1, 1944 cho chuyến tuần tra thứ sáu, cũng là chuyến cuối cùng, để hoạt động tại khu vực Trung tâm Bắc Đại Tây Dương. Vào ngày 24 tháng 2, ở vị trí về phía Bắc quần đảo Azores, sau khi bị đối phương phát hiện bằng sonar, nó bị tàu frigate Hải quân Hoàng gia Canada HMCS Waskesiu phối hợp cùng chiếc HMS Nene của Hải quân Hoàng gia Anh thả mìn sâu đánh chìm tại tọa độ 47°19′B 26°00′T / 47,317°B 26°T. 30 thành viên thủy thủ đoàn của U-257 đã tử trận, và có 19 người sống sót được cứu vớt và bị bắt làm tù binh chiến tranh.

### "Bầy sói" tham gia
U-257 từng tham gia bảy bầy sói:
- Luchs (27 tháng 9 – 6 tháng 10, 1942)
- Falke (28 tháng 12, 1942 – 19 tháng 1, 1943)
- Landsknecht (19 – 28 tháng 1, 1943)
- Seewolf (25 – 30 tháng 3, 1943)
- Adler (7 – 13 tháng 4, 1943)
- Meise (13 – 20 tháng 4, 1943)
- Specht (21 – 25 tháng 4, 1943)